# Paul Lambert (waterpolo)
Paul Lambert (8 januari 1908 - 28 oktober 1996) was een Frans waterpolospeler.
Paul Lambert nam als waterpoloër eenmaal deel aan de Olympische Spelen; in 1936. In 1936 maakte hij deel uit van het Franse team dat als vierde eindigde. Hij speelde alle zeven wedstrijden.
Lambert speelde voor de club EN Tourcoing.
André Busch · 
Georges Delporte · 
René Joder (G) ·
Paul Lambert · 
Maurice Lefèbvre · 
Henri Padou · 
Roger Van de Casteele